# Irasema Dilián
Irasema Dilián, właśc. Eva Irasema Warschalowska (ur. 27 maja 1924 w Rio de Janeiro, zm. 16 kwietnia 1996 w Ceprano) – meksykańska aktorka filmowa.
Urodziła się w rodzinie polskiego dyplomaty, który postanowił pozostać w Brazylii. Karierę aktorską rozpoczęła we Włoszech w filmie Magdaleno, dwója ze sprawowania (1940). Występowała w filmach reżyserowanych przez Vittoria De Sikę, Riccardo Fredę i Mario Soldatiego, u boku m.in. Alidy Valli i Rossano Brazziego. Pomiędzy 1946 a 1949 wystąpiła w czterech filmach produkcji hiszpańskiej, a następnie wyjechała do Meksyku, gdzie pojawiła się w filmie Muchachas de uniforme (1951). W 1952 była nominowana do nagrody Ariel za rolę w filmie z 1951 Paraíso robado (1951). W kolejnych latach występowała w wielu meksykańskich filmach u boku m.in. Arturo de Cordoby i Pedro Infante. W 1954 zagrała główną rolę kobiecą w filmie Luisa Buñuela Otchłanie namiętności (1954). Część meksykańskich filmów powstawała według scenariuszy autorstwa jej męża, Włocha Dino Maiuriego. Po raz ostatni w meksykańskim filmie wystąpiła w Pablo y Carolina (1955). W 1958 zagrała w hiszpańskojęzycznym filmie La muralla i zakończyła karierę aktorską.

## Filmografia
- "Maddalena... zero in condotta" reż. Vittorio De Sica (1940);
- "Ecco la felicità" reż. Marcel L’Herbier (1940);
- "Teresa Venerdì" reż. Vittorio De Sica (1941);
- "Ore 9 lezione di chimica" reż. Mario Mattoli (1941);
- "Violette nei capelli" reż. Carlo Ludovico Bragaglia (1942);
- "La principessa del sogno" reż. Roberto Savarese (1942);
- "I sette peccati" reż. Lazslo Kish (1942);
- "Malombra" reż. Mario Soldati (1942);
- "Fuga a due voci" reż. Carlo Ludovico Bragaglia (1943);
- "Tragico inganno" reż. Juan de Orduña (1946);
- "Cuando llegue la noche" też. Jeronimo Mihura (1946);
- "Cero en conducta" reż. Pedro Otzoup (1946);
- "Aquila Nera" reż. Riccardo Freda (1946);
- "La figlia del capitano" reż. Mario Camerini (1947);
- "Il corriere del re" reż. Gennaro Righelli (1948);
- "39 cartas de amor" reż. Francisco Rovira Beleta (1949);
- "Il vedovo allegro" reż. Mario Mattoli (1949);
- "Donne senza nome" reż. Géza von Radvànyi (1949);
- "I bastardi (Né de père inconnu)" reż. Maurice Cloche (1950);
- "Muchachas de uniforme" reż. Alfredo B. Crevenna (1950);
- "Angélica" reż. Alfredo B. Crevenna (1950);
- "Paraíso robado" reż. Julio Bracho (1951);
- "La mujer que tu quieres" reż. Emilio Gómez Muriel (1952);
- "Cime tempestose" reż. Luis Buñuel (1953);
- "La cobarde" reż. Julio Bracho (1953);
- "Las infieles" reż. Alejandro Galindo (1953);
- "Un minudo de bondad" reż. Emilio Gómez Muriel (1953);
- "Historia de un abrigo de mink" reż. Emilio Gómez Muriel (1954);
- "La desconocida" reż Chano Urueta (1954);
- "Dos mundos y un amor" reż. Alfredo B. Crevenna (1954);
- "Pablo y Carolina" reż. Mauricio de la Serna (1955);
- "Serenata messicana" reż. Roberto Rodríguez Ruelas (1955);
- "Y si ella volviera" reż. Vicente Oroná (1956);
- "La estrella del Rey" reż. Dino Maiuri i Luis María Delgado (1957);
- "La ausente" reż. Julio Bracho (1957);
- "Fruto prohibido" reż. Alfredo B. Crevenna (1958);
- "La muralla" reż. Luis Lucia Mingarro (1958).